# 年假
带薪年假，也称年休（Annual Leave），指的是勞工每年在公共假日以外，能夠自由安排的有薪假日。大多數國家都有劳动权益保护法律規定雇员最低的年休天數。根據雇主的規定，雇员可能須要在指定的天數前預先通知及和雇主協調，確保休假期間小组工作業務正常運行。

## 各地的年假情況
因为各国最低年假天数不同，不同国家的雇主也会给予员工不同数量的带薪假日。